# 曹铮
曹铮（1966年7月9日—2013年2月22日），美籍华人，国际女中音歌唱家，百人会成员。

## 主要经历
1966年7月9日生于中国上海，本科毕业于中国上海音乐学院，研究生毕业于美国柯蒂斯音乐学院。
1992年，进入大都会歌剧院全国委员会选拔赛决赛阶段。
1993年，美国西棕榈滩歌剧院国际声乐竞赛（Palm Beach Opera International Vocal Competition）冠军。
1994年，加入旧金山歌剧院梅罗拉计划。
1998年，受日本著名指挥家小泽征尔青睐，于日本长野冬奥会开幕式上演唱贝多芬的第九交响曲。
2011年，入选美国华裔精英组织百人会。
2012年，旧金山歌剧院梅罗拉计划创立了以曹铮命名的曹铮歌剧基金，每年夏天该基金将资助一位新加入梅罗拉计划的亚太地区艺术家或女中音歌唱家，2012年2月16日，来自中国的男高音李毅成为首位获得者。

## 私人生活
2009年4月被检出罹患晚期肺癌，主治医生戴维·拉尔森（David Larson）精心治疗，曹铮积极面对，两人由此相恋并于2010年12月17日结婚。2011年曹铮抱病再次重返歌剧舞台。
与美籍华裔女作家谭恩美、美国女中音歌唱家弗雷德里卡·冯·斯塔德（Frederica von Stade）有友好私交。